# Úrsula de San Diego
Úrsula de San Diego (Puebla, 1570 - Granada, 22 de octubre de 1622) fue una escritora religiosa del Siglo de Oro.

## Reseña biográfica
Úrsula de San Diego nació en Puebla, un lugar cercano a la ciudad de Baza, en 1570. Hija de hidalgos con una situación económica delicada que se dedicaban al cultivo, entró a la edad de 24 años como religiosa lega en el Convento de Nuestra Señora de los Ángeles de Baza. 
Años después, el obispo de Guadix y Baza, Juan Orozco de Covarrubias, quiso introducirla como monja corista en el Convento de Religiosas Franciscas de Guadix; este ingreso, sin embargo, no llegaría a efectuarse. Finalmente, Úrsula solicitó admisión en el Convento de Capuchinas de Granada y allí tomó el hábito, de nuevo en el estado de lega, el 12 de mayo de 1615. Profesó dos años más tarde y murió no mucho después, el 22 de octubre de 1622. 

## Obra
Su trayectoria como escritora religiosa nos ha dejado las siguientes obras:
- Vida interior de la Venerable Úrsula de San Diego religiosa lega en el Monasterio de Madres Capuchinas de Granada
- Convento Espiritual (editado y reeditado en numerosas ocasiones)[1]
- Ejercicio Espiritual
- Tratado de las virtudes
- Principio de la devoción de las Llagas de Jesús. Cuadernos de las Venerables Úrsula de San Diego y Luciana de Jesús